# Cmentarz żydowski w Słubicach
Cmentarz żydowski w Słubicach (niem. Judenkirchhof, jüdischer Friedhof Frankfurt (Oder)-Dammvorstadt) – cmentarz żydowski przy ul. Transportowej w Słubicach. Jeden z najstarszych cmentarzy żydowskich w Europie (pierwsza pisemna wzmianka o nim znalazła się w uchwale Rady Miejskiej Frankfurtu nad Odrą z 2 lipca 1399). Pochowano tu wielu frankfurckich rabinów, m.in. Josefa ben Meir Theomima, Mendla von Podheiza i Jehudę Lejba Margaliota.

## Historia cmentarza

### Okres niemiecki
Założony przy wschodnim brzegu Odry na prywatnym gruncie rodziny Hokemann. Teren ten przejęło potem miasto. Cmentarz położony na ówczesnych tzw. Wzgórzach Żydowskich (Judenberge) przez stulecia należał do okręgu Kunersdorf – dzisiaj Kunowice.
16 marca 1805 roku gmina żydowska we Frankfurcie nad Odrą wykupiła pod przyszły II sektor cmentarza przylegającą do nekropolii ziemię chłopa Martina Hanschke z Kunowic. Oficjalne otwarcie tej części o powierzchni 10 907 m² nastąpiło w 1868.
Od ok. 1870 roku na jego terenie wznosił się neoromański dom przedpogrzebowy z ocynkowaną kopułą zwieńczoną gwiazdą Dawida. Ogrodnikami cmentarnymi byli kolejno:
- 1870-1900: Heinrich Billerbeck (zm. 1900, ojciec Roberta); zarabiał 150 marek rocznie;
- 1900-1919: Robert Billerbeck (syn Heinricha, ojciec Ottona); zarabiał 200 marek rocznie;
- 1 kwietnia 1919 – 27 maja 1941: Otto Billerbeck (syn Roberta, wnuk Heinricha).

23 października 1897 roku odsłonięto pomnik ku czci frankfurckiego rabina dr. Mosesa Löwenmeiera, wykonany przez kamieniarza C. Schulza i mierzący ok. 2,75 m.
W 1936 roku w późniejszym III sektorze cmentarza rozpoczęto budowę pomnika 17 żołnierzy żydowskich z okresu I wojny światowej, ufundowanego przez Związek Żydowskich Żołnierzy Frontowych z Grupy Landsberg an der Warthe (Gorzów Wlkp.). Oficjalne odsłonięcie pomnika miało miejsce latem 1937 roku (zniszczony w 1938 roku podczas tzw. nocy kryształowej). Otto Billerbeck zdołał ocalić modlitewniki, sztandary i zwoje Tory z frankfurckiej synagogi zakopując je na terenie cmentarza na drugim brzegu Odry (dzisiejsze Słubice). Mimo rozpowszechnianych później opinii nekropolia wcale nie została zdewastowana przez Niemców podczas II wojny światowej.
W 1940 roku w Berlinie przetłumaczono z języka hebrajskiego na niemiecki rejestr cmentarny frankfurckiej gminy żydowskiej, obejmujący okres 1677–1866 i zawierający ok. 1100 wpisów. W 1941 roku pochowano tu 110 osób z obozu pracy w Finkenheerd, które niemal bez wyjątku pochodziły z Łodzi, zaś w 1942 roku teren musiał zostać przekazany pod zarząd Zrzeszenia Żydów w Niemczech z siedzibą w Berlinie.
15 lutego 1944 roku samoloty Royal Air Force zbombardowały cmentarz i uszkodziły m.in. północną ścianę domu przedpogrzebowego oraz niektóre nagrobki, m.in. dra Baswitza i Martina Heydemanna. Tuż za domem przedpogrzebowym powstał spory krater. Ostatni oficjalny pochówek odbył się 11 grudnia 1944 roku, 2 miesiące przed ewakuacją niemieckiej ludności tego terenu.

### Okres polski
Od maja do czerwca 1945 r. na głównej drodze do domu przedpogrzebowego pochowano co najmniej 82 osoby, głównie w okolicy żołnierzy Wehrmachtu oraz Volkssturmu. W okresie powojennym przy aprobacie władz komunistycznych następowała stopniowa dewastacja cmentarza. W 1972 r. podjęto decyzję o jego likwidacji. Decyzją nr 105/72 Prezydium Wojewódzkiej Rady Narodowej w Zielonej Górze z 20 czerwca 1972 r. wyrażono zgodę na przedterminową likwidację cmentarzy żydowskich w Słubicach i Rzepinie.
W uzasadnieniu zawarto nieprawdziwą informację, że ostatni pochówek na tym terenie odbył się w 1936 r. Dalej powoływano się brak opieki nad grobami ze strony osób tu pochowanych oraz na względy estetyczne. Teren po cmentarzu żydowskim w Słubicach nakazano wykorzystać „na urządzenie zieleni miejskiej”. Zastrzeżeń do likwidacji cmentarza nie zgłosiły ani Wojewódzka Stacja Sanitarno-Epidemiologiczna, ani też Wydział ds. Wyznań czy Wydział Kultury WRN w Zielonej Górze.

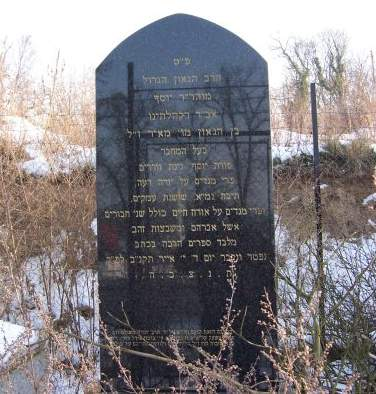
Macewa Josefa ben Meir Theomima

W latach 1975–1976 na terenie cmentarza wybudowano „Zajazd Staropolski”, administrowany przez państwowe przedsiębiorstwo Warta Tourist. Podczas prac budowlanych usunięto wszystkie nagrobki, a teren wyrównano spycharką. Na powierzchni 2,4 hektara nie zachował się wtedy ani jeden nagrobek. Macewy wywieziono na wysypisko śmieci oraz do lasu w pobliżu lotniska wojskowego.
W 1985 r. Polska Służba Ochrony Zabytków uznała główną część byłego cmentarza za miejsce historyczne. W 1988 roku Fundacja Rodziny Nissenbaumów przeprowadziła prace porządkowe i ogrodziła część terenu cmentarza. Na początku lat 90. teren sprywatyzowano, a zajazd przekształcono w motel „Eden” z klubem nocnym.
W 1999 r. obchodzono 600. rocznicę pierwszej pisemnej wzmianki na temat cmentarza. Przy tej okazji ufundowano tablicę pamiątkową w językach hebrajskim, polskim i niemieckim. Polska wersja brzmi: „Uszanuj miejsce wiecznego spoczynku. Cmentarz żydowski założony w XIV wieku. Mieszkańcy miast Frankfurt (Oder) i Słubice 1999”. Klub nocny na cmentarzu żydowskim stał się jednym z tematów podczas wizyty premiera RP Leszka Millera w Stanach Zjednoczonych.
W 2004 r. władze miejskie wykupiły teren od poprzedniego właściciela i pod koniec marca tego samego roku przekazały cmentarz Gminie Wyznaniowej Żydowskiej w Szczecinie. Specjalna uroczystość z tej okazji miała miejsce 4 maja 2004 r., a w niej wzięło udział około 20 rabinów, m.in. rabin Berel Polatsek z Brooklynu, a także Eve Anderesen – dyrektor FODŻ, konsul ambasady USA w Warszawie, burmistrz Słubic Ryszard Bodziacki oraz nadburmistrz Frankfurtu nad Odrą Martin Patzelt. Już 12 grudnia 2004 roku doszło do kolejnej dewastacji cmentarza – kradzież ogrodzenia, jednak ze względu na niewykrycie sprawców śledztwo umorzono.
W 2007 r. cmentarz przeszedł na własność Fundacji Ochrony Dziedzictwa Żydowskiego w Warszawie i został gruntownie wyremontowany. 15 maja 2008 r. do grobu rabina Theomima przybyli chasydzi z całej Europy, a także ze Stanów Zjednoczonych. W uroczystości upamiętniającej żydowską społeczność miasta udział wzięli m.in. rabin przeworski Raw Leibisch Leiser z Antwerpii, rabin Berel Polatsek z Brooklynu, wicewojewoda lubuski Jan Świrepo, poseł na Sejm Marek Cebula, starosta słubicki Marcin Jabłoński i burmistrz Słubic Ryszard Bodziacki.
26 października 2010 r. w bibliotece miejskiej we Frankfurcie nad Odrą odbyła się prezentacja efektów projektu „Wirtualny spacer po cmentarzu żydowskim w Słubicach”, koordynowanego przez dr. Jana Musekampa. 29 czerwca 2011 roku cmentarz odwiedzili zaś członkowie XIII Letniej Akademii Fundacji Bertelsmanna. W 2012 roku ukazała się monografia historii cmentarza, napisana przez lokalnego historyka Eckarda Reißa.
24 czerwca 2013 r. zastępca Lubuskiego Wojewódzkiego Konserwatora Zabytków Kamila Domagalska z upoważnienia Lubuskiego Wojewódzkiego Konserwatora Zabytków dr Barbary Bielinis-Kopeć zawiadomiła o wszczęciu z urzędu postępowania administracyjnego w sprawie wpisanie cmentarza żydowskiego w Słubicach do rejestru zabytków województwa lubuskiego. 9 lipca miały miejsce oględziny, na które mimo zaproszenia nie przybył żaden przedstawiciel strony właścicielskiej, czyli Fundacji Ochrony Dziedzictwa Żydowskiego w Warszawie. Wpisu do rejestru zabytków dokonano decyzją 26 listopada 2013 r.
W marcu 2021 r. społecznym opiekunem cmentarza został Roland Semik, społeczny opiekun zabytków powiatu słubickiego. Gościł on m.in. Lubuską Wojewódzką Konserwator Zabytków i doprowadził do odzyskania zabytkowej umywalki do rytualnego mycia rąk, odnalezionej na posesji jednego z zakładów kamieniarskich w Drzecinie.

## Niektórzy pochowani na cmentarzu
| Nazwiska A-La                                                          | Nazwiska Le-Z                                                                      |
| ---------------------------------------------------------------------- | ---------------------------------------------------------------------------------- |
| Aron (?) (rabin, zm. 1721)                                             | Noa Levÿ (ur. 1803, zm. 1828)                                                      |
| David (?) (rabin, zm. 1777)                                            | Paul Lewin (żołnierz I w.ś., ur. 13.01.1891, zm. 23.10.1916)                       |
| Leib/ Löb (?) (rabin, zm. 1766)                                        | Julius Markus Liepman                                                              |
| Berthold Angerthal (żołnierz I w.ś., ur. 09.05.1891, zm. 03.07.1916)   | Mindel Liepmann (zm. 10.05.1782)                                                   |
| dr Baswitz (?)                                                         | dr Moses Löwenmeier (rabin, ur. 23.09.1823, zm. 17.02.1893)                        |
| Herz Beer (członek zarządu gminy, zm. 10.10.1811)                      | Solkind ben Chaim Löwenstein (zm. 1831)                                            |
| Julius Biram (żołnierz I w.ś., ur. 04.11.1881, zm. 05.07.1916)         | Leopold Lüttge (żołnierz I w.ś., ur. 24.02.1877, zm. 10.01.1915)                   |
| Wolf ben Itzak Brasch (zm. 22.01.1792)                                 | Sara Man (córka Menachem Prägera, zm. 10.06.1822)                                  |
| Herz A. Braun (zarząd Związku Dobroczynnego, zm. 10.02.1832)           | dr Hermann Marcus (lekarz internista, ostatni oficjalnie pochowany 11.12.1944)     |
| Berthold Cohn (żołnierz I w.ś., ur. 03.03.1876, zm. 04.10.1918)        | Jehuda Leib Margaliot (rabin, syn rabina Aszera Seliga, zm. 1811)                  |
| Max Cohn (żołnierz I w.ś., ur. 07.06.1897, zm. 05.04.1918)             | Eugen Mende (ur. 29.01.1849, zm. 12.02.1885)                                       |
| Therese David, z domu Reiss (ur. 24.01.1823, zm. 25.05.1873)           | Fritz Meyerheim (żołnierz I w.ś., ur. 16.11.1886, zm. 12.10.1918)                  |
| Alfred Fain (żołnierz I w.ś., ur. 27.03.1896, zm. 04.08.1917)          | Martin Miedzwinski (żołnierz I w.ś.)                                               |
| Moshe Fränkel (zarząd Związku Dobroczynnego, zm. 10.08.1829)           | Abraham Moses ben Tewele Nathorff (zm. 22.11.1857)                                 |
| Georg Fürst (ur. 02.08.1874, zm. 28.04.1934)                           | Mendel von Podheiz (rabin, zm. 1791)                                               |
| Jenny Fürst (ur. 07.05.1853, zm. 15.09.1931)                           | Salomon (Szlomo) Pollack (zm. 29.03.1786)                                          |
| Julius Fürst (ur. 15.02.1844, zm. 04.05.1907)                          | Esther Präger (córka Hirsza Prägera, zm. 21.06.1819)                               |
| Paul Gerber (żołnierz I w.ś., ur. 08.01.1881, zm. 07.08.1915)          | Mordechai Präger (przew. Sądu Rabinackiego, syn Josepha Kneplessa, zm. 24.02.1808) |
| Clara Graff, z domu Levy (ur. 15.01.1839, zm. 22.05.1899)              | Salman ben Jaakow Prausnitz (zm. 1828)                                             |
| dr Max Graff (lekarz, ur. 29.06.1839, zm. 11.11.1921)                  | Efraim ben Wolf Preßburg (zm. 27.02.1782)                                          |
| Walter Heilborn (żołnierz I w.ś., ur. 02.02.1891, zm. 09.01.1915)      | Chaje Ries (zm. 08.07.1804)                                                        |
| Aron Levi Heller (rabin, mąż Mirls, ojciec Mosesa, zm. 1693)           | Mordechai ben Jehoschua Rosenberg (zm. 21.11.1848)                                 |
| Mirls Heller (żona rabina Arona, matka rabina Mosesa)                  | Johanna Ruben, z domu Seelig (zm. 04.01.1923)                                      |
| Moses Levi Heller (rabin, syn Arona i Mirls, zm. 1702)                 | Arnhold Salig (żołnierz I w.ś., ur. 07.02.1890, zm. 12.05.1915)                    |
| Martin Heydemann                                                       | Therese Samuel, z domu Levy (ur. 27.12.1856, zm. 19.09.1924)                       |
| Zwi Hirsch (wicerabin, zm. 1838)                                       | Sara Schermeisel (zm. 18.12.1799)                                                  |
| Mosche ben Jischai Horwitzky (zm. 07.06.1836)                          | Max Schlesinger (żołnierz I w.ś., ur. 22.05.1877, zm. 01.08.1916)                  |
| Elia ben Jeschaja Hurwitz (zm. 1809)                                   | Meir ben David Schnattich (zm. 26.09.1850)                                         |
| dr Emil Kahnemann (z-ca zarządu gminy, ur. 04.10.1871, zm. 18.02.1930) | Georg Schüler (żołnierz I w.ś., ur. 12.11.1879, zm. 06.11.1917)                    |
| Arthur Kaiser (żołnierz I w.ś., ur. 04.02.1887, zm. 10.11.1914)        | Jacob Simon (kupiec, 1818-1880)                                                    |
| Rodisch Kargauer (zm. 1830)                                            | Gerschon ben Jischai Springer (zm. 1835)                                           |
| Felix Laband (żołnierz I w.ś., ur. 30.06.1895, zm. 09.09.1917)         | Josef ben Meir Theomim (rabin, zm. 1792)                                           |
| Noach Landsberg (zm. 1825)                                             | Kela Wörlitz (córka Natego Wörlitza, zm. 03.05.1826)                               |